# Spectacular
Spectacular! – amerykańsko-kanadyjski film telewizyjny w reżyserii Roberta Iscove. Premiera w USA odbyła się 16 lutego 2009 roku na amerykańskim kanale Nickelodeon. W telewizji Nickelodeon Polska premiera filmu miała miejsce 25 grudnia 2009 roku o godz. 09.00. Film opowiada o chłopaku o imieniu Nikko, który zawsze pragnął zostać gwiazdą rocka. Film został wyemitowany w wersji lektorskiej.

## Fabuła
Po koncercie Nikko kłóci się z członkami swojej kapeli. Słysząc to, Courtney, szukająca dobrego głosu do własnej grupy Spectacular!, proponuje mu wejście i zaprasza na mały pokaz w parku rozrywki. Na miejscu poznaje jej grupę i rywalizującą z nimi TA-DA Tammi i Royce’a byłego chłopaka Courtney. Mówi mu o konkursie, w którym wygrana wynosi 10 000 dolarów – jest skora dać mu połowę tych pieniędzy, jeżeli zaśpiewa. Nikko odmawia, lecz kiedy dowiaduje się, że musi zapłacić za swoje prywatne demo, tylko z tego powodu zgadza się, ale nie mówi grupie o swoich planach. Razem z całym Spectacular! przygotowuje się do udziału w konkursie, przy czym świetnie się bawi. Gdy zbliża się już data przedstawienia, jego plany wychodzą na jaw, a ważne nagranie w studiu, na które czekał od lat, wypada w ten sam dzień.

## Główne postacie
- Nikko Alexander (Nolan Gerard Funk) – główny bohater, został wyrzucony z zespołu rockowego, a potem zaproszony przez Courtney do Spectacular. Początkowo nie zgadzał się, ale gdy potrzebował pieniędzy na demo płyty, zgodził się. Później okazało się, że demo nagrywa w dniu występu na konkursie talentów. Pod koniec filmu zakochuje się w Courtney.

- Courtney Lane (Tammin Sursok) – główna bohaterka, zakochana w Nikko. Zaprasza go do Spectacular, w którym jest liderką. Śpiewała razem z Nikko piosenkę w kręgielni. Po zaprezentowaniu się na konkursie talentów nagrała razem z Nikko płytę.

- Tammi Dyson (Victoria Justice) – rywalka Courtney; przekupiła Royce’a, aby on z nią występował w Ta-Da. Razem z nim wygrała konkurs talentów.

- Royce Du Lac (Simon Curtis) – były członek Spectacular!. Obecnie należy do Ta-Da, z którym wygrał konkurs talentów. Były chłopak Courtney.

## Muzyka
Piosenki z filmu zostały wydane na CD. Płytę można było kupić w amerykańskich sklepach oraz w internecie.
| Piosenka                | Wykonywana przez: | Miejsce                |
| ----------------------- | ----------------- | ---------------------- |
| Don’t Tell Me           | Nikko             | Scena podczas koncertu |
| Break My Heart          | Nikko             | Scena w szkole         |
| Dance With Me           | Courtney          | Scena w szkole         |
| Lonely Love Song        | Royce i Tammi     | Scena konkursu         |
| Your Own Way            | Spectacular!      | Sala lekcyjna          |
| For The First Time      | Nikko i Courtney  | W kręgielni            |
| Just Freak              | Courtney          | Scena w szkole         |
| On The Wings Of A Dream | Royce i Tammi     | Scena konkursu         |
| Something To Believe In | Spectacular!      | Scena konkursu         |
| Everything Can Change   | Spectacular!      | Sala nagraniowa        |
| Eye Of The Tiger        | Courtney          | Scena festynowa        |
| Things We Do For Love   | Royce i Tammi     | Scena festynowa        |

## DVD
Film został również wydany na DVD w angielskiej wersji językowej. Oprócz filmu znalazły się na nim wycięte sceny, wiele wywiadów oraz teledyski piosenek napisanych specjalnie do filmu (Don’t Tell Me)

## Premiery w innych krajach
Spectacular! został już wyemitowany w kilku krajach poza Polską były to: Hiszpania, USA, Wielka Brytania, Niemcy oraz Australia. Film w Stanach Zjednoczonych oglądało 3,7 milionów ludzi. Więcej widzów, bo 4,6 mln, oglądało na amerykańskim Disney Channel film z serii Disney Channel Original Movies – Tatastrofa. Polska premiera odbyła się 25 grudnia 2009 roku.